# Сен-Никодем
Сен-Никоде́м (фр. Saint-Nicodème, брет. Sant-Nigouden) — коммуна во Франции, находится в регионе Бретань. Департамент — Кот-д’Армор. Входит в состав кантона Каллак. Округ коммуны — Генган.
Код INSEE коммуны — 22320.

## География
Коммуна расположена приблизительно в 430 км к западу от Парижа, в 130 км западнее Ренна, в 50 км к юго-западу от Сен-Бриё.

## Население
Население коммуны на 2016 год составляло 168 человек.
| 1962 | 1968 | 1975 | 1982 | 1990 | 1999 | 2008 | 2016 |
| ---- | ---- | ---- | ---- | ---- | ---- | ---- | ---- |
| 276  | 316  | 274  | 226  | 209  | 168  | 163  | 168  |

## Экономика
В 2007 году среди 96 человек в трудоспособном возрасте (15—64 лет) 60 были экономически активными, 36 — неактивными (показатель активности — 62,5 %, в 1999 году было 68,2 %). Из 60 активных работали 54 человека (30 мужчин и 24 женщины), безработных было 6 (5 мужчин и 1 женщина). Среди 36 неактивных 4 человека были учениками или студентами, 20 — пенсионерами, 12 были неактивными по другим причинам.

## Достопримечательности
- Церковь, кладбище и крест (XVI—XVII века). Исторический памятник с 1964 года[3]
  - Потир, дискос (XVIII век). Исторический памятник с 1964 года[4]

## Фотогалерея

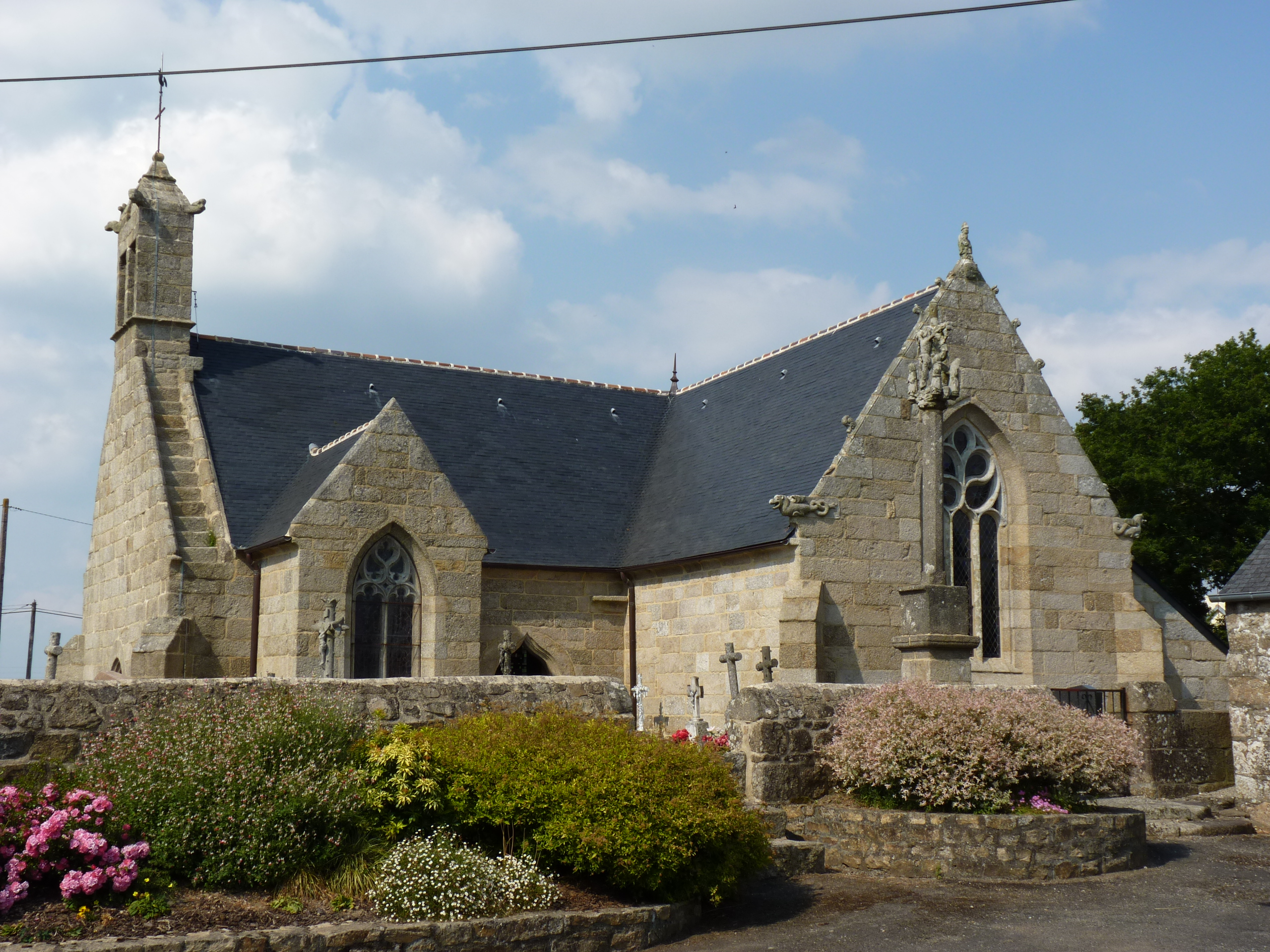
Церковь
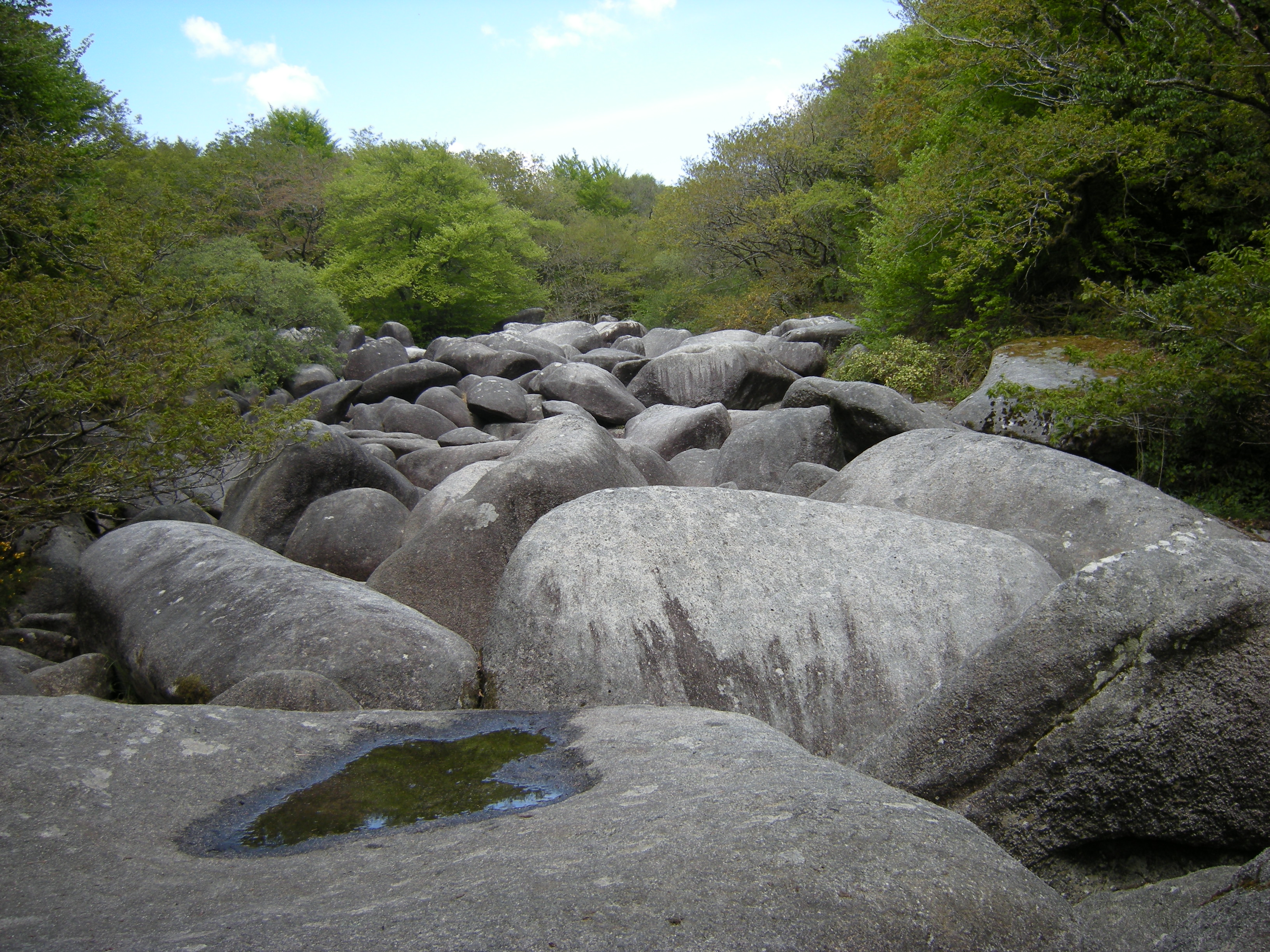
Гранитные валуны в русле реки Корон
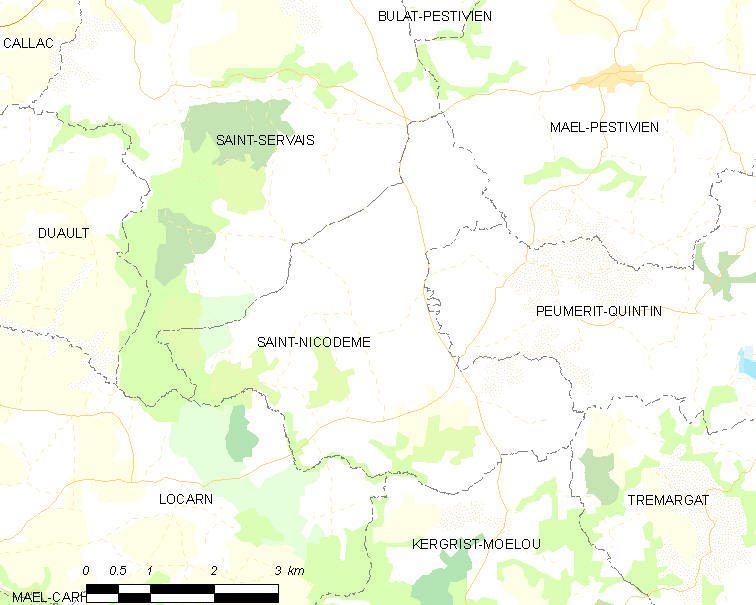
Карта коммуны